# Израильско-ланкийские отношения
Израильско-ланкийские отношения — официальные двусторонние отношения между Израилем и Шри-Ланкой. У Шри-Ланки есть посольство в Тель-Авиве, а Израиль представлен в Шри-Ланке через посольство в Нью-Дели, Индия.

## История
В 1958 году Израиль отправил своего представителя на Цейлон с предложением открыть дипломатическое представительство в Израиле, однако, это предложение не было принято. Отношения между двумя странами были заморожены в 1970 году под давлением арабских государств. В 1983 году открыл в Коломбо «секцию интересов», работавшую при посольстве США, однако в 1990 году отношения снова были разорваны и миссию эвакуировали. Отношения были снова налажены в 2000 году, однако на этот раз Израиль решил, что будет представлен в островном государстве не-резидентным послом.
Израиль помогал Шри-Ланке победить организацию Тигры освобождения Тамил-Илама и предоставлял вооружение этой стране, включая боевые самолёты IAI Kfir, патрульные катера Super Dvora Mk II-class patrol boat и противокорабельные ракеты Gabriel.
С 2002 по 2009 год Израиль мог, вероятно, поставлять оружие в Шри-Ланку обеим сторонам конфликта в то время, как там шла гражданская война (1983—2011). Эти данные стали известны в октябре 2018 года, однако израильский суд запретил публикацию подробностей по этому вопросу с формулировкой «публикация этих данных станет нарушением соглашения со Шри-Ланкой о сохранении секретности, нанесёт ущерб безопасности Израиля».
В начале 2005 года Израиль отправил в Шри-Ланку несколько самолётов с гуманитарными грузами с целью помочь государству справится с последствиями разрушительного цунами.
В марте 2008 года состоялась встреча вице-премьера правительства Израиля, министра иностранных дел Ципи Ливни и премьер-министра Шри-Ланки Ратнасири Викреманаяке. Это был первый в истории визит главы правительства островного государства в Израиль.
В 2014 году состоялся государственный визит президента Шри-Ланки Махинда Раджапаксе в Израиль, в ходе которого он встретился со своим коллегой Шимоном Пересом. Раджапаксе также встречался с главой правительства Израиля Биньямином Нетаньягу. Были достигнуты договорённости по расширению двусторонних соглашений, особенно в сельскохозяйственной сфере и сфере развития водных технологий.
В 2016 году Израиль стал одной из стран, отправивших груз гуманитарной помощи, пострадавшей от наводнений Шри-Ланке.

## Визы, туризм и авиасообщение
В феврале 2024 года министр транспорта Израиля Мири Регев посетила Шри-Ланку с официальным визитом. В рамках визита она встретилась с ланкийским министром портов, судоходства и авиации Нималом Сирипалой де Сильвой. Министры подписали договор о прямом авиасообщении между двумя странами. При этом израильская авиакомпании «Arkia» начала обслуживание прямой линии Тель-Авив-Коломбо за две недели до этого события.

## Ланкийцы в Израиле
До конца 2023 года по сообщениям СМИ в Израиле проживали и работали примерно 4500 ланкийцев. В большинстве своём они были заняты в сфере ухода за пожилыми людьми.
В ноябре 2023 года министр внутренних дел Израиля Моше Арбель и посол Шри-Ланки в Израиле подписали договор, позволяющий Израилю начать немедленный набор 10 000 ланкийских работников для работы в сфере сельского хозяйства. Первые сто человек прошли предварительный инструктаж на родине и прибыли в Израиль уже в середине декабря 2023 года.